# Dendropsophus decipiens
Dendropsophus decipiens is een kikker uit de familie boomkikkers (Hylidae).

## Vondst en naamgeving
De syntypes AL-MNRJ 90-91 en USNM 96194 werden in de stad Rio de Janeiro verzameld. Op basis van het syntype AL-MNRJ 90-91 beschreef de Braziliaanse natuurwetenschapper Adolpho Lutz in 1925 de soort Dendropsophus decipiens. De syntypes werden gedeponeerd in de collecties van het Nationaal Museum van Brazilië en het National Museum of Natural History.
De soortaanduiding decipiens betekent 'misleidend'.

## Uiterlijke kenmerken
Dendropsophus decipiens is een kleine kikker met zuignapjes aan de poten. Daarmee kan het dier in bomen klimmen. Deze boomkikker is geelkleurig aan de bovenzijde en voornamelijk wit aan de onderzijde. Verder wordt deze kikker gekenmerkt door grote roodbruine ogen.

## Verspreiding en leefgebied
Deze kikker is endemisch in Brazilië en komt daar voor vanaf de kust van São Luís in de staat Maranhão tot het eiland Cardoso in de staat São Paulo.
De natuurlijke habitats zijn subtropische of tropische vochtige laagland bossen, vochtige savanne, droge savanne, subtropische of tropische vochtige scrubland, subtropische of tropische droge laagland grasland, subtropische of tropische seizoen natte of ondergelopen grasland laagland, zoetwater moerassen, intermitterende zoetwater moerassen, weilanden, en zwaar gedegradeerd vroeger bos op een hoogte tot 1000 m boven zeeniveau. De habitats liggen in de biomen Atlantisch Woud, Cerrado en Pantanal.

## Voeding
Dendropsophus decipiens voedt zich met insecten.

## Status
De soort geniet van een wijde verspreiding. Onder andere om deze reden staat Dendropsophus decipiens als niet bedreigd op de Rode Lijst van de IUCN.